# Germania ai VI Giochi olimpici invernali
La Germania partecipò ai VI Giochi olimpici invernali, svoltisi a Oslo, Norvegia, dal 14 al 25 febbraio 1952, con una delegazione di 53 atleti impegnati in otto discipline.

## Medagliere

### Per discipline
| Sport                 | Oro | Argento | Bronzo | Totale |
| --------------------- | --- | ------- | ------ | ------ |
| Bob                   | 2   | 0       | 0      | 2      |
| Pattinaggio di figura | 1   | 0       | 0      | 1      |
| Sci alpino            | 0   | 2       | 2      | 4      |
| Totale                | 3   | 2       | 2      | 7      |

### Medaglie
| Medaglia | Atleta                                                    | Sport                 | Evento                         |
| -------- | --------------------------------------------------------- | --------------------- | ------------------------------ |
| Oro      | Andreas Ostler Lorenz Nieberl                             | Bob                   | Bob a due maschile             |
| Oro      | Andreas Ostler Friedrich Kuhn Lorenz Nieberl Franz Kemser | Bob                   | Bob a quattro maschile         |
| Oro      | Ria Falk Paul Falk                                        | Pattinaggio di figura | Pattinaggio di figura a coppie |
| Argento  | Annemarie Buchner                                         | Sci alpino            | Discesa libera femminile       |
| Argento  | Ossi Reichert                                             | Sci alpino            | Slalom speciale femminile      |
| Bronzo   | Annemarie Buchner                                         | Sci alpino            | Slalom gigante femminile       |
| Bronzo   | Annemarie Buchner                                         | Sci alpino            | Slalom speciale femminile      |